# Monte Haffner
Il monte Haffner (o Haffner Bjerg) è un monte della Groenlandia nord-occidentale alto 1483 m. Si trova nella penisola di Hayes ed è a poca distanza dalla riva della baia di Melville, a 76°26'N 62°18'O; appartiene al comune di Avannaata